# Turdera
Turdera es una ciudad argentina ubicada en la zona sur del Gran Buenos Aires, distante aproximadamente 19 km de la Ciudad Autónoma de Buenos Aires. Pertenece al partido de Lomas de Zamora en la provincia de Buenos Aires.
La superficie total de la ciudad es de 2,1 km² en la que residen 9.339 habitantes, de acuerdo con los datos del censo poblacional 2022. Limita con las ciudades de Temperley, Adrogué y Llavallol.

## Historia

### Loma de las Hormigas
En el siglo XIX la zona, dedicada mayormente a la agricultura y ganadería, se la conocía como “Loma de las Hormigas" en referencia a la altitud del terreno: que oscila entre los 19 y 25 metros sobre el nivel del mar.  

### Kilómetro 19
El Ferrocarril del Sud adquirió en 1890 el ramal de Santa Catalina a Cañuelas (perteneciente en ese entonces al Ferrocarril Oeste) y abandonó los primeros kilómetros a partir de Santa Catalina y la  primera estación de Llavallol para conectar el ramal a Cañuelas el resto de su red en el kilómetro 18 de la vía entre Temperley y Adrogué. La variante dio lugar a la construcción de una nueva estación en la ciudad vecina de Llavallol y, entre ella y el empalme con los rieles del Sud, la actual estación Turdera, que por la altura de los terrenos se construyó bajo nivel, cavando una trinchera a pico y pala. Los trabajos demoraron dos años hasta que la nueva parada se inauguró el 8 de marzo de 1909, sobre terrenos donados por las hermanas Turdera, impulsoras de la creación del pueblo. Los servicios ferroviarios se habilitaron el 10 de diciembre de ese mismo año.
Con la llegada del ferrocarril la estación pasó a conocerse como "Apeadero Kilómetro 19,448" (en referencia a la distancia que separa la estación Plaza Constitución de Turdera, cabecera del entonces Ferrocarril del Sud) y luego como Carlos Numb, en homenaje a un ingeniero ferroviario y tiempo después en 1909 como Turdera, a medida que se fueron asentando nuevos pobladores.

### Fundación

#### Las hermanas Turdera
Las hermanas Eugenia e Inés Turdera recibieron 100 hectáreas de su tío Luis Puig Lómez, de origen catalán, uno de los primeros dueños de las tierras. En 1908 deciden fundar un pueblo y le encargan a Riziero Preti, constructor, arquitecto, familiar y apoderado general de los bienes de las hermanas, el loteo y planos del futuro pueblo. El apellido de las hermanas es también de origen catalán y significa "lugar de tordos", allí se pronuncia Tordera, [cita requerida].

#### Riziero Preti

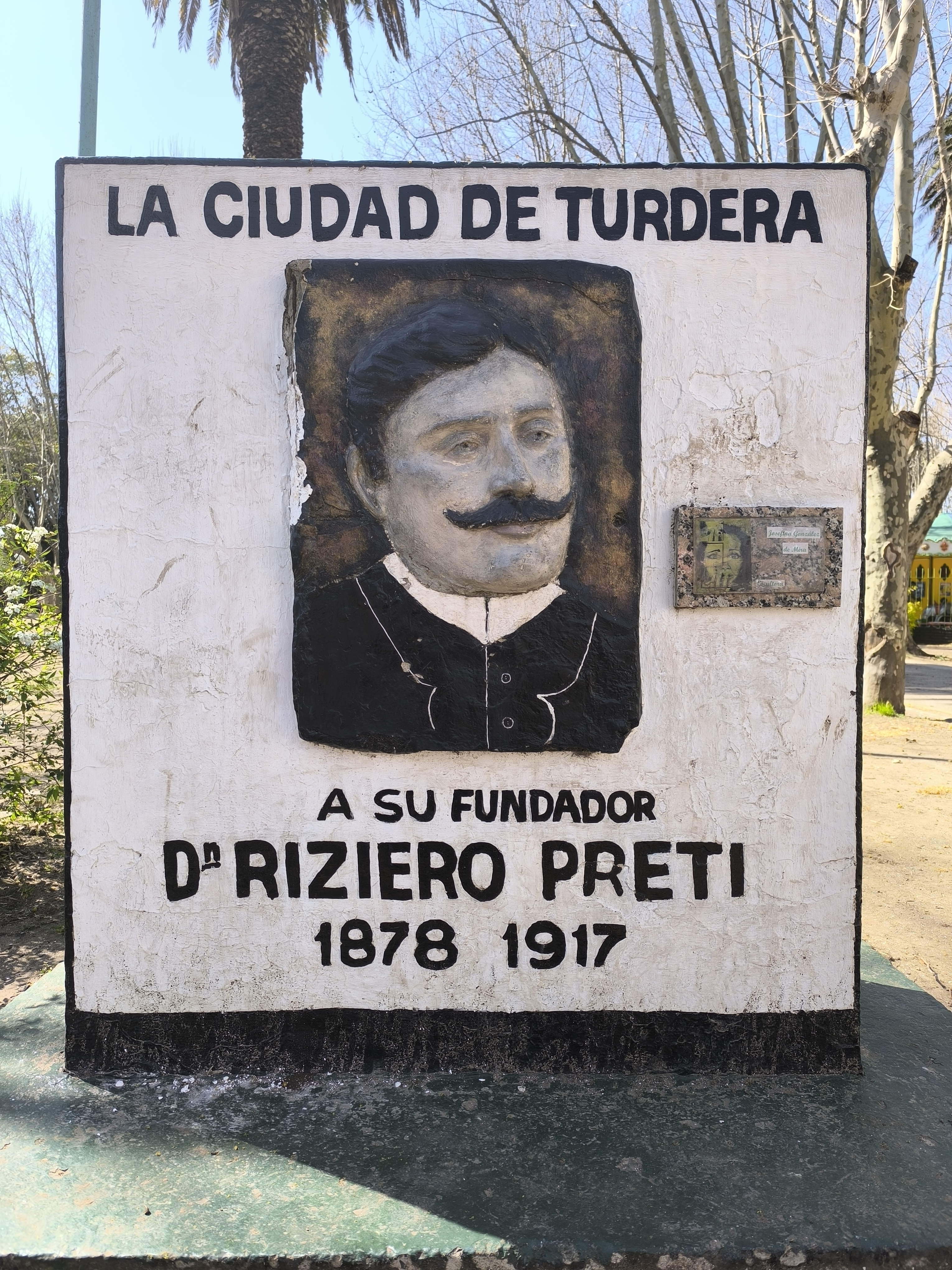
Altorrelieve en homenaje a Riziero Preti en la plaza de Turdera.

Nació en el pueblo de Borgofranco del Po, en la región de Lombardía, Italia, en el año 1878. Llega a Argentina en 1890 y se radica en Buenos Aires, en la casa de su hermana. Es allí donde aprende sobre construcción, junto a los sacerdotes de la Iglesia de Santo Domingo, de la que María Eugenia e Inés Turdera eran benefactoras y posteriormente alojaron a Preti en su casa de la avenida Independencia durante un tiempo. Es allí donde conoce a María Patetta, sobrina de las hermanas, con quien tuvo un hijo, pero enviudaría en el año 1904.
Para 1909 se casa nuevamente y se establece definitivamente Lomas de Zamora, actualmente su residencia se encuentra en Temperley, en la avenida 9 de julio 440.
Sin embargo, siempre mantuvo buena relación con las hermanas Turdera y por este motivo le encargaron la administración de las tierras donde se fundó la ciudad.

#### Fundación oficial
En 1908 la elaboración de los planos estuvo a cargo del ingeniero civil Arsenio Bergallo. El primer loteo se realizó el 1 de octubre y posteriormente se subastaron tierras públicamente.
Gracias al impulso dado por Preti comienzan a llegar los primeros pobladores hasta que el 30 de enero de 1910 se funda oficialmente la ciudad con el nombre oficial de Villa Turdera. Ese mismo día se colocó la piedra fundamental de la iglesia, erigida bajo la advocación de la "Conversión de San Pablo". El acto de fundación recibió la adhesión del entonces presidente argentino José Figueroa Alcorta.

#### Desarrollo del pueblo
A mediados de 1910 se inaugura una línea de tranvía que conectaba la ciudad con la estación Temperley del Ferrocarril del Sud a la que se sumaría otra hasta el Anexo del Hospital Español, ubicado en lo que hoy es Llavallol, y una última que conectaba Turdera con Adrogué. El servicio funcionó hasta 1924 y su estación terminal se ubicaba en la manzana delimitada por las calles Puig y Santo Tomás.
Para fomentar la construcción de viviendas instaló un horno de ladrillos y un corralón de materiales. Al mismo tiempo daba gratis los ladrillos para incentivar la construcción. Además, fundó el Banco Constructor de Turdera para financiar la adquisición de terrenos y las nuevas edificaciones. Se encontraba ubicado en la esquina de las actuales calles Zapiola y San José.

Preti proyectó la iglesia, ubicó la plaza, creó el Banco de Crédito para viviendas, el cual luego se cambió a Banco de Crédito Hipotecario, cuya sede aún se mantiene en pie en la esquina de la avenidas Hipólito Yrigoyen y Antártida Argentina, la actual Escuela N.º 72, un cine (rematado en 1930) y, gracias a su iniciativa, se la el pueblo tuvo un teatro.

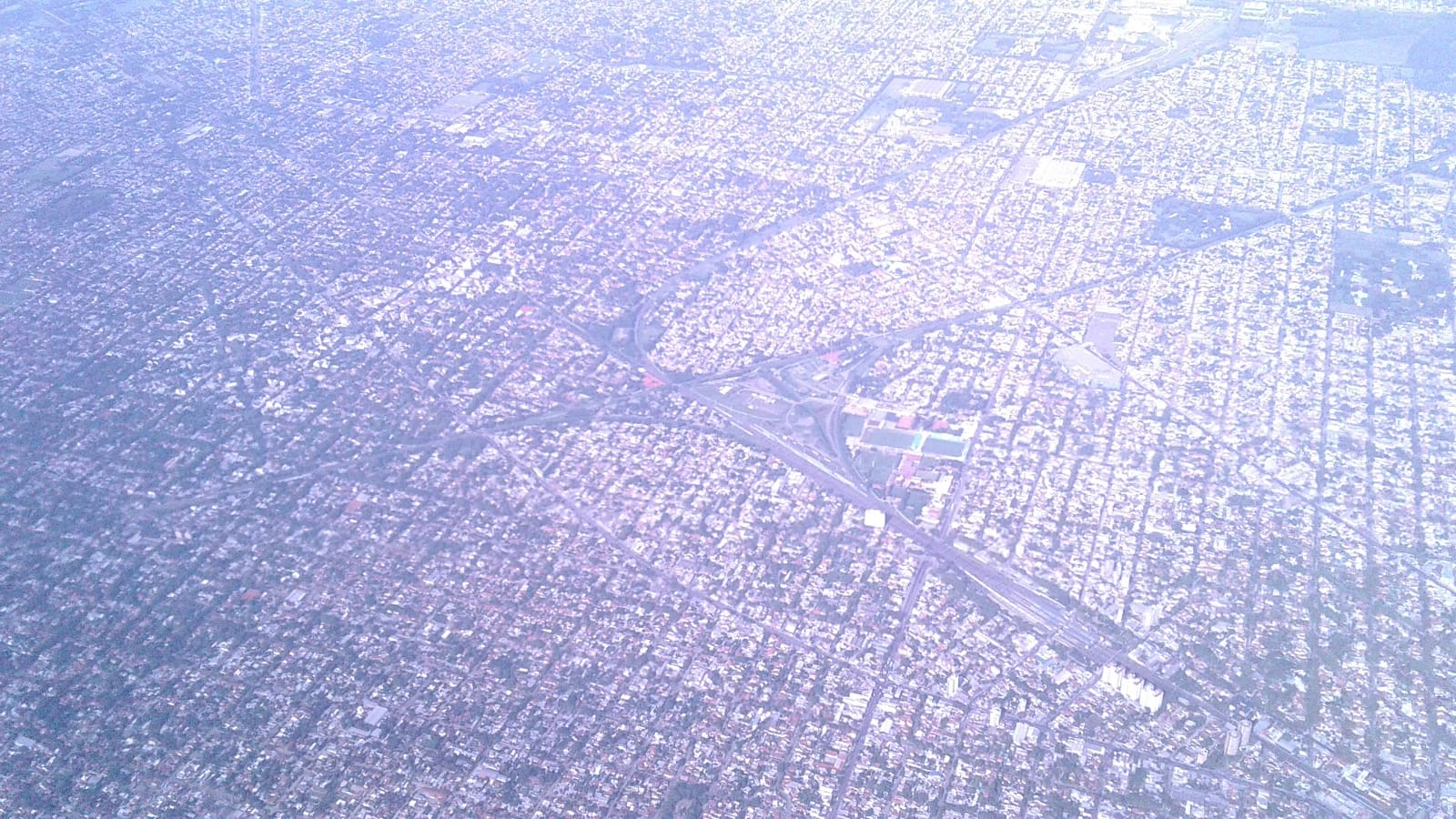
Vista aérea de la ciudad de Turdera

En 1917, pocos días antes de morir, funda la Sociedad de Fomento para facilitar mejoras edilicias. A su entender el fomentismo era la única posibilidad de crecimiento para el nuevo pueblo.
Murió a fines de enero de 1917 a casusa de una depresión producto de problemas financieros que lo llevaron al suicidio. Actualmente una calle y un altorrelieve con su rostro en la plaza San Martín lo recuerdan en la ciudad. Su casa de la avenida 9 de julio en Turdera fue declarada Patrimonio Cultural de la Provincia de Buenos Aires.
Riziero Preti se refería a Turdera como el "País de las Hadas", porque consideraba a la ciudad un "sueño hecho realidad".

### De Villa a Ciudad
Turdera se convirtió oficialmente en ciudad el 20 de noviembre de 1974, fecha en se sancionó la Ley Provincial N° 8.327.

## Bandera de Turdera

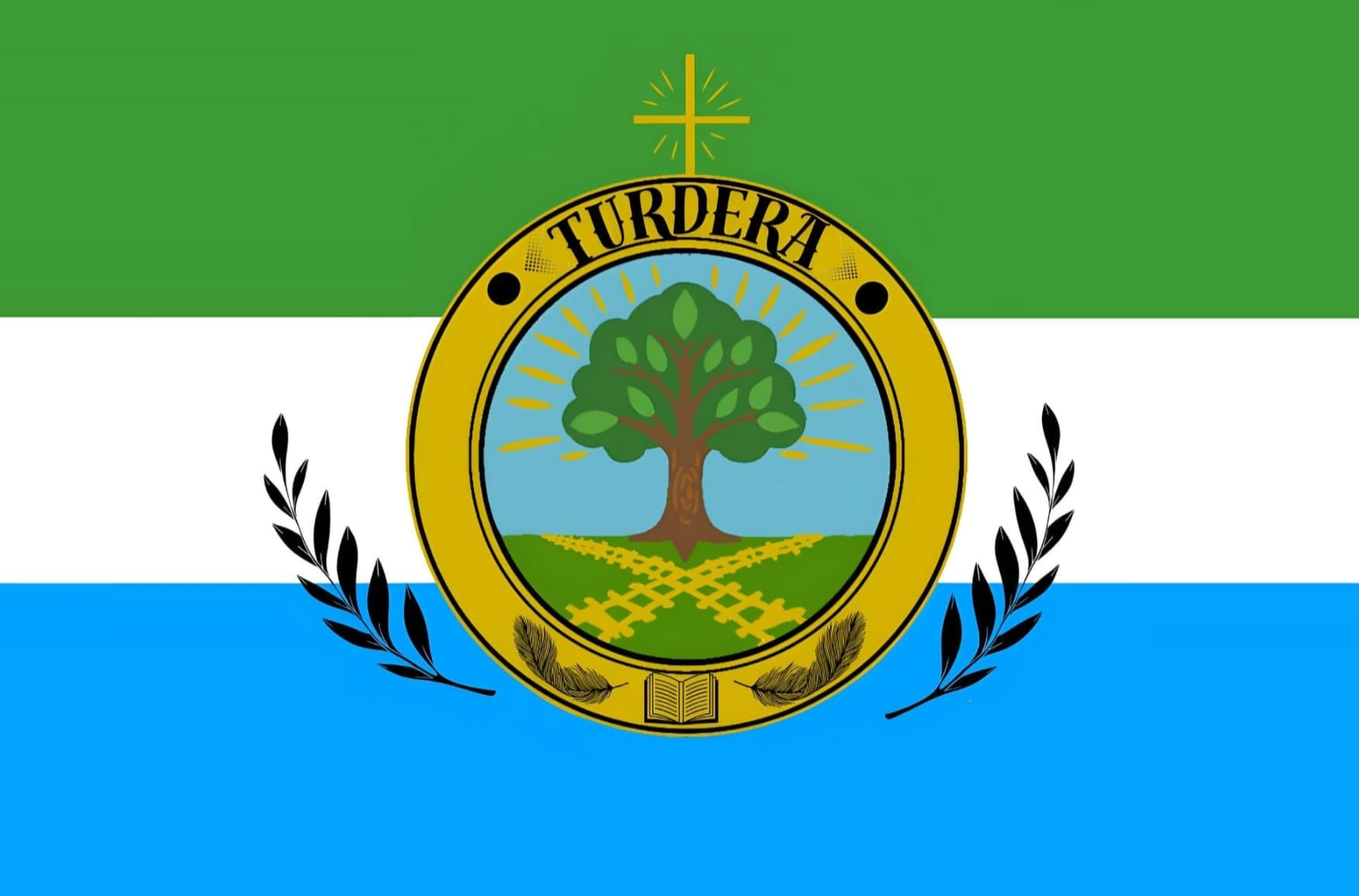
Bandera de Turdera.

El proyecto de creación de una símbolo representativo de la ciudad surgió por iniciativa del municipio de Lomas de Zamora a mediados de 2024. El 30 de noviembre de ese año, en el marco de los festejos por los 50 años de la ciudad, se eligió la bandera en un acto que contó con la participación de vecinos, agrupaciones zonales y el intendente. El modelo elegido por el jurado, de entre 25 propuestas, fue el de Sasha Spagna, vecina de 17 años.
La bandera tiene tres colores: verde, blanco y celeste. El verde representa la naturaleza, el blanco la paz y tranquilidad de los vecinos. Los colores se combinan y simbolizan la bandera argentina (celeste y blanca) y el club Temperley (celeste). El verde y blanco juntos hacen referencia al club Alumni, uno de los dos clubes sociales que hay en la ciudad. Además de los colores, están presentes un árbol, que simboliza la naturaleza presente en las calles de Turdera; vías de ferrocarril en forma de cruz por estar Turdera entre dos ramales  (el Plaza Constitución - Ezeiza y el Haedo - Temperley, ambos pertenecientes al Ferrocarril Gral. Roca); el libro y las plumas hacen referencia a los colegios que hay en la ciudad (la cantidad de instituciones educativas en la ciudad hacen que en un día de clases haya más estudiantes que habitantes en Turdera); la cruz amarilla representa las iglesias y las religiones; los laureles están presente celebrando el crecimiento que la ciudad tuvo a lo largo de los años. Las hormigas sobre el círculo amarillo hacen referencia a que la zona era antes conocida como "Lomas de las hormigas" por su altura que fue justamente lo que hizo que la estación de tren deba ser construida en trinchera varios metros por debajo de las calles que la circundan.

## Parque Finky
Finky es el espacio verde más importante de la ciudad. Inaugurado en 2009 por incitativa de vecinos de Turdera y Temperley, es actualmente un parque municipal de acceso público en lo que antes era un basural. Su nombre proviene de la deformación del apellido del antiguo dueño de las tierras: Felipe Finck.
El parque alberga un humedal, formado por el paso de un afluente del arroyo Galíndez, en el que habitan diferentes especies de aves que atraen a quienes se dedican al avistamiento. En el año 2023 se pudo ver un ejemplar de Arañero Cara Negra (Geothlypis trichas), una especie originaria de América del Norte, que se desorientó en su migración. En otra ocasión, en 2008, se registró un Mirasol Grande (Botaurus pinnatus), especie endémica de regiones tropicales de América, que se llega a ver en el norte argentino (especialmente en las provincias de Chaco y Formosa).
En Finky se han registrado más de 100 especies de aves, además de peces, sapos y hasta un Coipo y una Anguila.

## Gruta Consagrada a la Virgen de Lourdes
En Turdera se encuentra una réplica del santuario dedicado a la Virgen de Lourdes en Francia. La iniciativa partió de un grupo de internos del hospital neuropsiquiatrico San Gabriel, luego continuada por el párroco Juan Antonio Hernando, de la iglesia Conversión de San Pablo de la ciudad. La obra se inauguró en 1988.
Allí se encuentra una imagen de la Virgen María con la advocación de Nuestra Señora de Lourdes, en referencia a su aparición en las afueras de la población de Lourdes, Francia, en una gruta el 11 de febrero de 1858.

## Parroquia Conversión de San Pablo
Turdera cuenta con una iglesia, ubicada en la esquina de las calles Suipacha y Padre Bruno. Su construcción comenzó el día de la fundación del pueblo: el 30 de enero de 1910. Ese día se bendijo la piedra fundamental.
La nave central, de 26 metros de largo desde el atrio hasta el presbiterio y 11 metros de ancho, fue consagrada a monseñor Santiago Luis Copello el 1 de febrero de 1914. En esa época existía una capilla provisional anexa a la construcción, habilitada el 1 de octubre de 1911.
En marzo de 1913 llegaron a Turdera las Hermanas Dominicas de la Anunciata para regir el Colegio Santa Inés, inaugurado el día 25, gracias las tierras y el dinero donados por las hermanas María Eugenia e Inés Turdera para sustentar los gastos de funcionamiento. 
La falta de recursos debida a la Primera Guerra Mundial y al fallecimiento de las hermanas Turdera hizo que se modificaran los planos originales y demoró la finalización de las obras hasta el 25 de mayo de 1945, fecha en que se inauguró la iglesia bajo la advocación de la "Conversión de San Pablo", y fue reconocida oficialmente como Parroquia en noviembre de 1946.

## Turdera en la cultura
A pesar de ser una de las ciudades más pequeñas de la provincia de Buenos Aires, Turdera ha dado exponentes de la cultura popular argentina:
- Diego De Marco, integrante de Los Auténticos decadentes, se crio en la ciudad y compuso la canción Turdera,[26] incluida en el disco Mi Vida Loca  (1995).[27][28]

## Delegación Turdera
Turdera cuenta con una delegación, ubicada en H. Yrigoyen 11555, y su horario de atención es de 8 a 16.
Sus servicios son sube, capacitación, fines, trámites e impuestos municipales, permisos de poda, recepción de denuncias de seguridad, expedientes.
También cuenta con Bapro de lunes a viernes de 8:15 a 13:45.

## Educación

### Colegios

#### Públicos
- Escuela Primaria N.º 35 Joaquín J. Barneda
- Escuela Primaria N.º 72 Alberto Larroque
- Escuela Primaria N.º 22 Fray Justo Santa María de Oro

#### Privados
- Instituto Vicente Pallotti
- Instituto Apostolado Católico
- Instituto Santa Inés
- Colegio María Montessori

En la ciudad de Turdera existe una sala de primeros auxilios, la Sala de Primeros Auxilios Gral. José de San Martín, y un destacamento policial.

## Estaciones de ferrocarril
- Estación Turdera (Línea General Roca)
- Estación Hospital Español (Línea General Roca)